# Genii Capital
Genii Capital är ett investmentbolag som är baserat i Luxemburg. Grundaren till Genii Capital är Gérard Lopez som bland annat var en tidigare investerare till Niklas Zennström och Janus Friis Skype.
Den 16 december 2009 köpte Genii Capital 75% av Formel 1-stallet Renault F1 av den franska biltillverkaren Renault, som blir kvar som minoritetsägare med 25%.
Den svenska ekonomiskriften E24.se avslöjade den 7 januari 2010 att Genii tillsammans med Formel 1:s ägare Bernie Ecclestone är intresserade av att förvärva den nedläggningshotade biltillverkaren Saab Automobile från General Motors.
Den 25 januari meddelade dock Genii att man drar sig ur budgivningen kring biltillverkaren. Dagen efter såldes Saab Automobile till nederländska Spyker Cars. 